# Here Come the Warm Jets
Az 1973-as Here Come the Warm Jets Brian Eno első szólóalbuma. Az album zenéje az art rock és a glam rock keveréke, hasonló Eno korábbi munkáihoz a Roxy Music-kal. A lemezen több vendégzenész hallható. A dalszerzésnél és szövegírásnál rendhagyó módszereket alkalmazott: táncolt a zenészeknek, akiknek a táncra kellett zenélniük; értelmetlen szavakat énekelt, amik később a dalszövegek alapját adták.
Az album 26. lett a Brit albumlistán, míg Amerikában a 151. helyig jutott. Megjelenésekor többnyire pozitív kritikákat kapott. Többször adták ki CD formában, 1990-ben az Island Records, 2004-ben pedig a Virgin Records.
Szerepel az 1001 lemez, amit hallanod kell, mielőtt meghalsz című könyvben. 2020-ban a Minden idők 500 legjobb albuma listán 308. helyen szerepelt.

## Az album dalai
| 1. | Needles in the Camel’s Eye  | Brian Eno, Phil Manzanera | 3:11 |
| 2. | The Paw Paw Negro Blowtorch | Brian Eno                 | 3:04 |
| 3. | Baby’s on Fire              | Brian Eno                 | 5:19 |
| 4. | Cindy Tells Me              | Brian Eno, Phil Manzanera | 3:25 |
| 5. | Driving Me Backwards        | Brian Eno                 | 5:12 |

| 1. | On Some Faraway Beach   | Brian Eno               | 4:36 |
| 2. | Blank Frank             | Brian Eno, Robert Fripp | 3:37 |
| 3. | Dead Finks Don’t Talk   | Brian Eno               | 4:19 |
| 4. | Some of Them Are Old    | Brian Eno               | 5:11 |
| 5. | Here Come the Warm Jets | Brian Eno               | 4:04 |

## Közreműködők
- Brian Eno – ének, szintetizátor, billentyűs hangszerek, gitár, kezelés (treatments), hangszerelés
- Chris Spedding – gitár (1, 2)
- Phil Manzanera – gitár (1, 2, 4)
- Simon King – dob, ütőhangszerek (1, 3, 5, 6, 7, 10)
- Bill MacCormick – basszusgitár (1, 7)
- Marty Simon – dob, ütőhangszerek (2, 3, 4)
- Busta Jones – basszusgitár (2, 4, 6, 8)
- Robert Fripp – gitár (3, 5, 7)
- Paul Rudolph – gitár (3, 10), basszusgitár (3, 5, 10)
- John Wetton – basszusgitár (3, 5)
- Nick Judd – billentyűs hangszerek (4, 8)
- Andy Mackay – billentyűs hangszerek (6, 9), szaxofon szeptett (9)
- Sweetfeed – vokál (6, 7)
- Nick Kool & the Koolaids – billentyűs hangszerek (7)
- Paul Thompson – dob, ütőhangszerek (8)
- Lloyd Watson – slide gitár (9)
- Chris Thomas – extra basszusgitár (2)

### Produkció
- Derek Chandler – hangmérnök (felvétel)
- Denny Bridges – hangmérnök (keverés)
- Phil Chapman – hangmérnök (keverés)
- Paul Hardiman – hangmérnök (keverés)
- Chris Thomas – keverés
- Arun Chakraverty – mastering
- Brian Eno – keverés, producer

## Fordítás
Ez a szócikk részben vagy egészben a Here Come the Warm Jets című angol Wikipédia-szócikk ezen változatának fordításán alapul.  Az eredeti cikk szerkesztőit annak laptörténete sorolja fel. Ez a jelzés csupán a megfogalmazás eredetét és a szerzői jogokat jelzi, nem szolgál a cikkben szereplő információk forrásmegjelöléseként.